# Take This!
Take This! gavs ut i december 2008 och är Excentrics första fullängdsalbum.

## Låtlista
1. Take This! (3:25)
2. Seven (4:58)
3. Save Me (2:32)
4. 4pm (4:39)
5. Break Me Down (3:31)
6. Crossing the Ocean (2008) (3:42)
7. Prophecy (1:48)
8. Do You Wanna Die? (2:53)
9. Down To You (The Whiskey Edition) (0:47)
10. Can't Stand You (4:00)
11. Street of Life (3:18)
12. No More (4:42)
13. Willy World (3:56)